# Ernst von Khuon
Ernst von Khuon-Wildegg (n. 11 august 1915, Pasing – d. 31 ianuarie 1997, München) a fost un jurnalist german de radio și televiziune, cunoscut ca autor de romane și de cărți de non-ficțiune.

## Biografie
Potrivit unui studiu privat de istoria culturii și a artei, el a fost începând din 1935 reporter științific la Reichssender München. În anii 1939-1945 a fost corespondent de război în Luftwaffe în calitate de membru al unei companii de propagandă.
După război, el a fost inițial corespondent pentru știință și tehnică la Südwestfunk (din 1948), apoi reporter-șef al SWF pentru radio și televiziune (în anii 1963-1977). A primit numeroase premii și distincții. În afară de activitatea jurnalistică, el a scris mai multe piese de teatru radiofonic, a realizat filme documentare, a scris cărți de popularizare a științei și romane science-fiction (printre care Helium 1949, adaptat radiofonic în 1950).
Ernst von Khuon a câștigat o mare popularitate ca realizator al reportajelor despre aselenizare de la ARD la sfârșitul anilor '60 și începutul anilor '70. El este cunoscut ca autor al cărții Waren die Götter Astronauten? (Au fost zeii astronauți?), în care oamenii de știință abordează critic tezele lansate de scriitorul elvețian Erich von Däniken. Khuon nu a fost în nici un caz un inamic declarat al științei marginale. El a scris de exemplu o prefață prietenească și susținătoare la bestsellerul Alles über Atlantis (1976) al lui Otto Muck.

## Operă
Cărți
- Helium, München 1949
- Abenteuer Wissenschaft, Frankfurt 1968
- Waren die Götter Astronauten, Düsseldorf 1971
- Diese unsere schöne Erde, München/Zürich 1979

Piese de teatru radiofonic
- Raumstation I beherrscht die Erde, SWF 1953